# مثلث السويس
مثلث السويس هو مصطلح استخدم في الأدب السياسي للكتلة السوفيتية. وتقول نظرية مثلث السويس أن العدوان الثلاثي على مصر كان نتاج مؤامرة غربية. و تدعي النظرية أن المؤامرة كانت تقضي بتحويل اهتمام الاتحاد السوفيتي عن الغزو البريطاني - الفرنسي - الإسرائيلي لمصر عن طريق اشغال ثورة مضادة للشيوعية في بودابست بالمجر في 23 أكتوبر عام 1956 بأوامر من وكالة المخابرات المركزية وكذلك باختطاف قائد الثورة الجزائرية أحمد بن بلة